# 納·京·高爾
纳·京·科尔（英語：Nat King Cole，1919年3月17日—1965年2月15日）是一位美國的音樂家，以出色的爵士鋼琴演奏而聞名。他除了是一位傑出的鋼琴家，亦以柔和的男中音聞名於世。

## 生平
他本名Nathaniel Adams Coles，父親為教會牧師，家裡的兄弟各自都有音樂專長。如同大部份的南方黑人，為了求得更好的生活水平，科爾四歲時隨家人移居芝加哥，十二歲時在父親主持的教會彈奏管風琴並加入唱詩班。
憑藉著動人的歌聲，他經常參與爵士大樂隊的演出。在1936年與兄弟Eddie合出第一張由Decca發行的唱片。他亦是第一位在電視上主持綜藝節目的非洲裔美國人。即使在他過世40年後，在全世界仍然十分受歡迎，更被廣泛認為是美國音樂史上的一位非常重要的代表。

## 音樂風格
他的彈奏風格受到前輩俄爾·海因斯的節奏性演奏風格頗深，右手重視漂亮的和弦與裝飾音，左手則扮演節奏樂器的角色，音符的走法比較隨性，不若右手稠密緊湊。他定居洛杉磯好萊塢之後，與奧斯卡·摩爾（吉他）、威斯里·普林斯（貝斯）合組三重奏，後改為 King Cole Trio，在好萊塢的Swanne Inn 固定演出，由於 Nat 的歌喉圓潤抒情，深受白人聽眾喜愛，他灌錄的幾張唱片很快就成為全國暢銷名盤，其三重奏組合與樂風走向也深深影響後來的鋼琴家如阿特·塔圖姆、亞邁德·賈莫，甚至是比爾·艾文斯等人。 Nat 灌錄的唱片主要集中在 1940 以降至 1951 止的 Decca 與 Capitol 兩家唱片公司。

## 疾病與逝世
1964年9月，科爾開始體重下降，並出現背痛問題。當年12月，他在舊金山工作時，終於在朋友勸說下接受醫療檢查。X光檢查顯示，他左肺有一個已經惡化的惡性腫瘤。科爾是個重度吸煙者，確診為肺癌，預計僅剩幾個月壽命。儘管醫生勸阻，他仍堅持工作，並於12月1日至3日間在舊金山完成最後的錄音，由拉爾夫·卡邁克爾指揮樂團。這些音樂後來收錄於專輯《L-O-V-E》中，在科爾去世前不久發行。他的女兒後來指出，他這樣做是為了確保家人的生活無虞。
1964年12月7日，科爾入住聖塔莫尼卡的聖約翰健康中心，並於12月10日開始進行化療。12月12日，原定由科爾演出的洛杉磯音樂中心多蘿西·錢德勒大廳開幕活動，由法蘭克·辛納屈代為登台。科爾的病情逐漸惡化，但在新年前短暫出院返家。在家期間，他親眼看到病情公開後，大眾寄來的數十萬封慰問卡片與信件。1965年1月初，他再次入院。
1月25日，科爾接受手術，整個左肺被切除。2月1日，科爾的父親因心臟問題去世。在科爾患病期間，公關人員一直對外宣稱他很快會康復重返舞台，儘管私下已知他病情末期。《告示牌》（Billboard）雜誌曾報導：「納·金·科爾成功地接受了重大手術……未來對於這位『大師』重返舞台而言前景樂觀。」 他於1965年2月15日（星期一）清晨在醫院病逝，享年45歲。

## 家庭
科爾一生結婚兩次。第一任妻子是Nadine Robinson，1948年離婚。同年第二次結婚，新娘為Maria Cole，兩人育有五名子女，包括也是歌手的女兒Natalie Cole（1950年-2015年），領養的Carole Cole（1944年-2009年）及Nat Kelly Cole（1959年-1995年），和雙胞胎女兒Casey及Timolin（1961年出生）。

## 外部連結
- 维基共享资源上的相關多媒體資源：納·京·高爾